# Centro de Confinamiento del Terrorismo

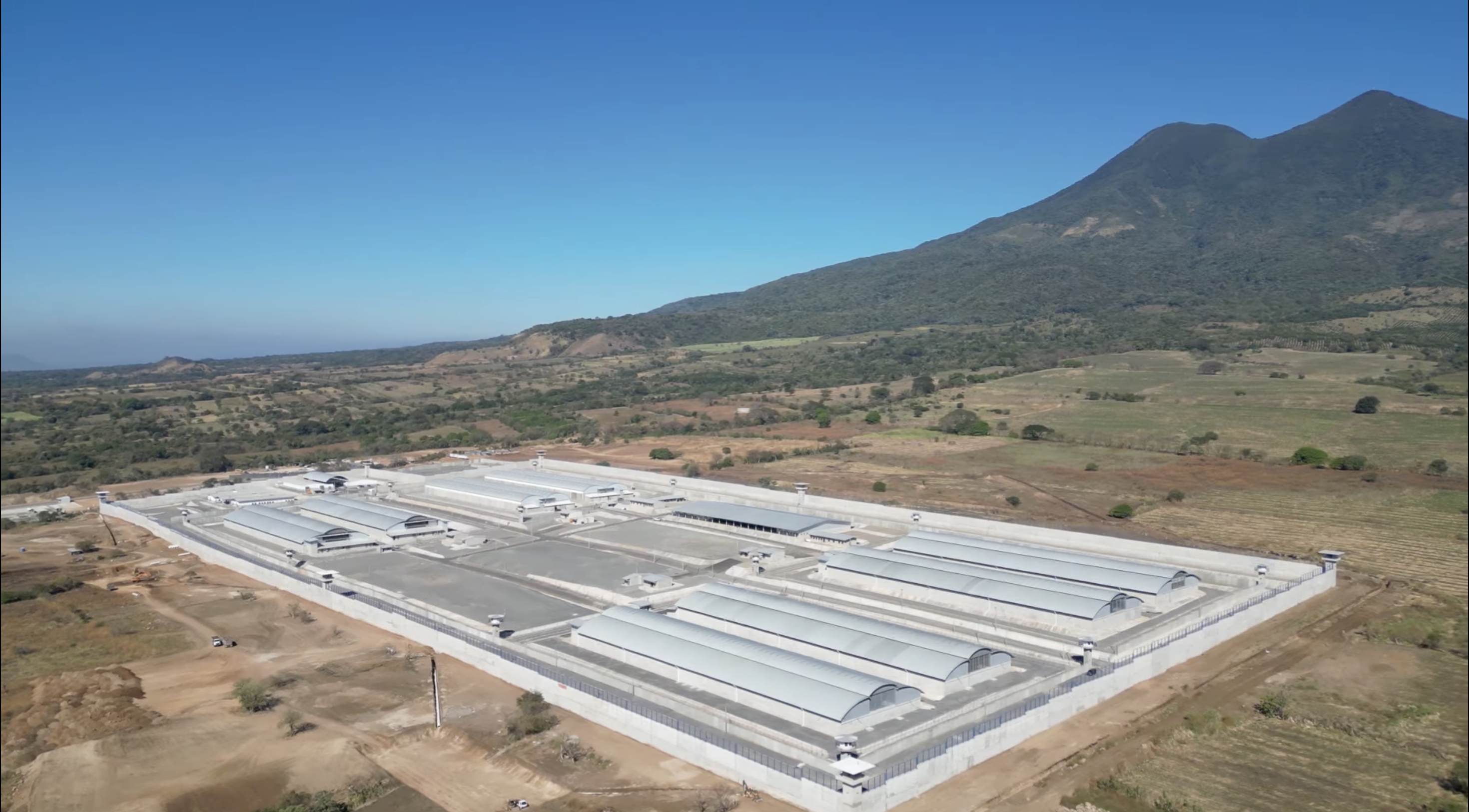
CECOT, im Hintergrund der Vulkan Chichontepec

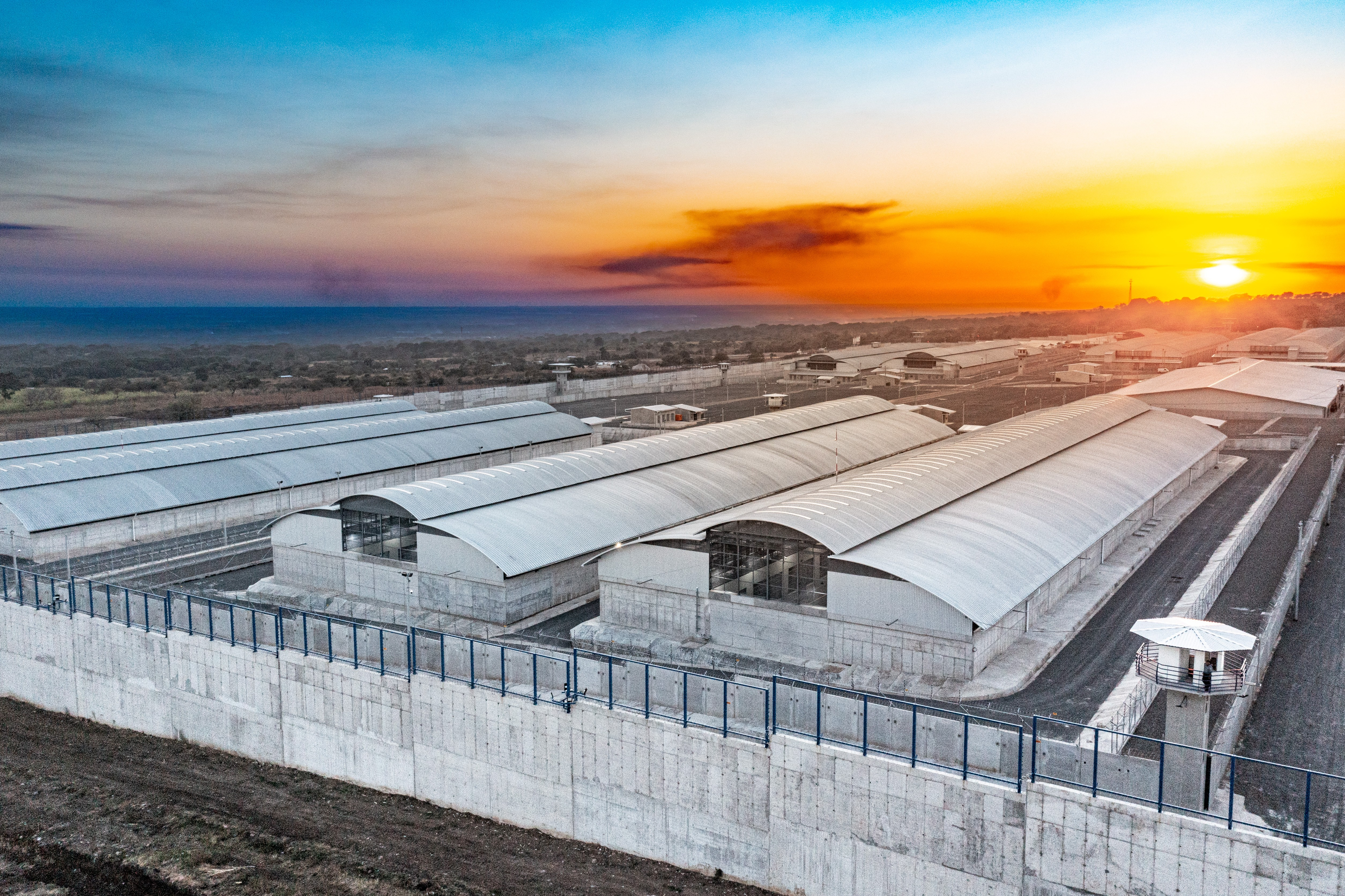
Blick auf das CECOT

Das Centro de Confinamiento del Terrorismo (CECOT; deutsch: „Zentrum zur Eindämmung des Terrorismus“) ist ein im Januar 2023 eröffnetes Hochsicherheitsgefängnis und Foltergefängnis in der Nähe von Tecoluca, El Salvador. Das Gefängnis ist Teil der Regierungsbemühungen des seit 2019 amtierenden Präsidenten, Nayib Bukeles, die steigende Gewaltkriminalität, insbesondere durch Gangs (Maras), zu bekämpfen und kann bis zu 40.000 Gefangene aufnehmen. Damit ist es das größte Gefängnis seiner Art in Lateinamerika. Seit Februar 2025 werden zudem Häftlinge aus den USA in dem Gefängnis festgehalten.

## Geschichte

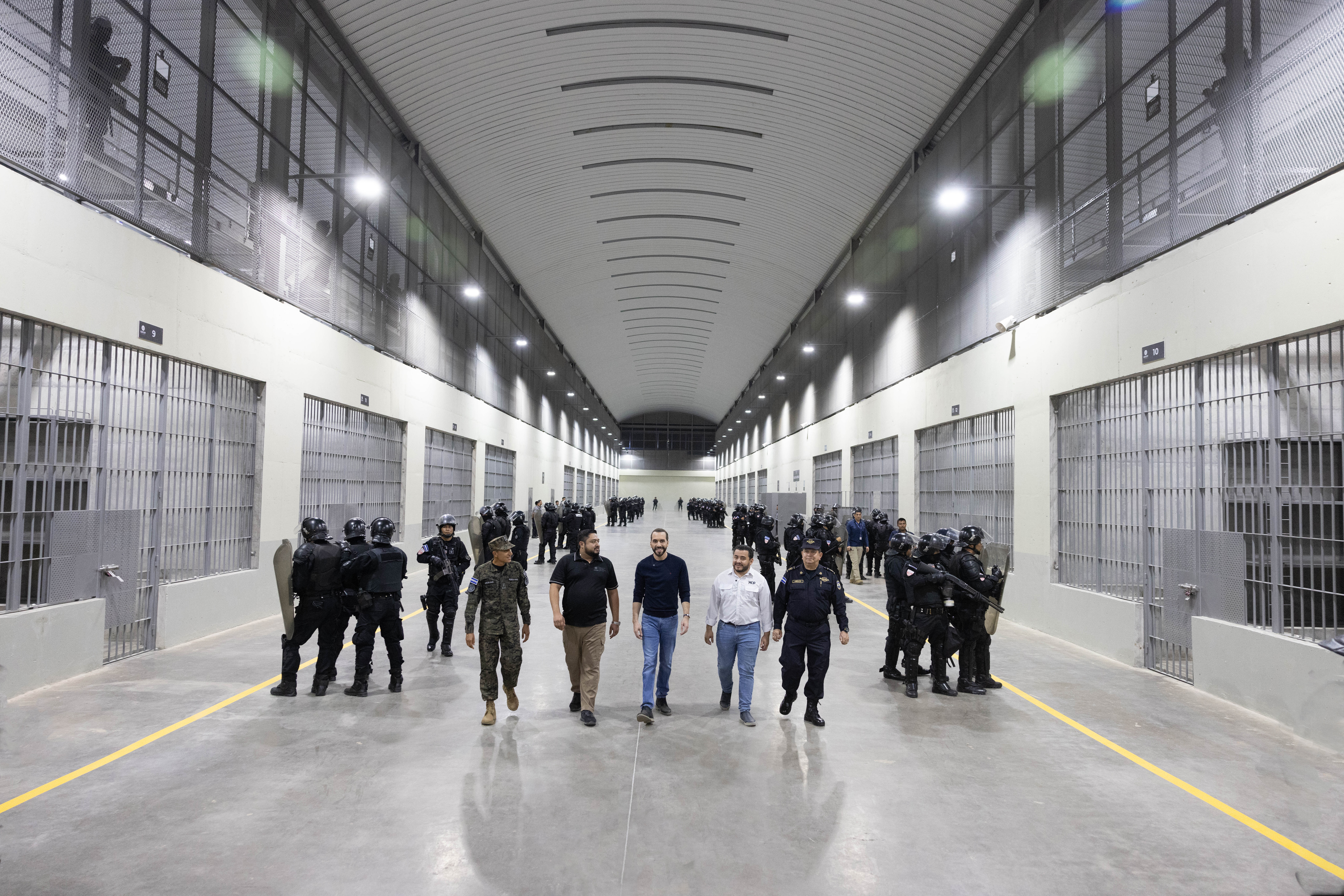
Nayib Bukele während eines Besuchs des CECOT (2023)

Die Gefängnisse in El Salvador sind schon seit längerer Zeit überbelegt. Im bis zur Eröffnung des CECOT größten Gefängnis des Landes saßen zuletzt über 33.000 Gefangene ein, obwohl diese Einrichtung nur eine Kapazität von 10.000 Gefangenen hatte. Ursprünglicher Zweck des CECOT war es, die überlasteten und überbelegten Gefängnisse des Landes zu entlasten.
Im Jahre 2022 gab es eine Gewaltwelle im Land, die an einem einzigen Tag 62 Todesopfer forderte. Die Regierung verhängte daraufhin mit der Zustimmung des Parlaments einen (zunächst dreißigtägigen) nationalen Ausnahmezustand, der seitdem immer wieder verlängert wurde und zur Verhaftung von insgesamt mehr als 60.000 Verdächtigen führte. Menschenrechtsorganisationen kritisierten dieses Vorgehen, da auch Unschuldige festgenommen wurden und rund ein Dutzend der Gefangenen in Polizeigewahrsam verstorben seien.
Im Januar 2023 wurde das neue Gefängnis eröffnet und im Februar 2023 wurden in einer großangelegten Verlegung rund 2000 Häftlinge in das neue Gefängnis verbracht. Der Präsident des Landes, Nayib Bukele, twitterte daraufhin, dass dies ihr „neues Zuhause“ sein werde, wo sie der Bevölkerung keinen Schaden mehr zufügen könnten. Laut Angaben des Sicherheitsministers würden die Maßnahmen fortgesetzt, bis „alle Terroristen gefasst seien.“ Es sollen noch 30.000 weitere Kriminelle festgenommen werden, viele seien jedoch inzwischen entweder untergetaucht, oder hätten das Land verlassen, sagte Verteidigungsminister René Merino im Februar 2023 in einem Fernsehinterview. Im August 2024 lag die offizielle Zahl der Inhaftierten bei 14.500 Personen, die Regierung räumte jedoch ein, dass es eine höhere Anzahl sei, die aus Sicherheitsgründen jedoch nicht kommuniziert werde.
Im Februar 2025 bot Bukele dem US-Präsidenten Donald Trump offiziell an, Kriminelle aus den USA im CECOT unterzubringen. Am 17. März 2025 wurden erstmals Häftlinge aus den USA in das CECOT verbracht. Es handelte sich um 238 venezolanische Staatsbürger, die aus den USA abgeschoben wurden, da sie mutmaßliche Mitglieder der venezolanischen kriminellen Vereinigung Tren de Aragua seien. Die Trump-Regierung berief sich dabei auf den Alien Enemies Act von 1798, um die Abschiebung zu beschleunigen. Die Gebühr betrug 6 Millionen US-Dollar. Die Gefangenen sollen ein Jahr lang festgehalten werden, „bis die Vereinigten Staaten eine Entscheidung über ihre langfristige Unterbringung getroffen haben“. Die Abschiebung sorgte in den USA für Kontroversen, da die Trump-Regierung den Gerichtsbeschluss von James Boasberg – dem obersten Richter des United States District Court for the District of Columbia – missachtete, der die Abschiebung untersagt hatte. Am 21. März 2025 erklärte der venezolanische Innenminister Diosdado Cabello, dass die abgeschobenen Venezolaner keine Mitglieder der kriminellen Organisation seien. Anlässlich eines Staatsbesuches von Nayib Bukele im April 2025 in Washington teilte Trump Pläne mit, auch US-Bürger,  "die Leute vor die U-Bahn stoßen oder die älteren Ladies mit einem Baseballschläger hinten auf den Kopf hauen, wenn sie gerade nicht hinschauen - absolute Monster", zukünftig in CECOT  inhaftieren zu wollen.

## Sicherheit und Infrastruktur

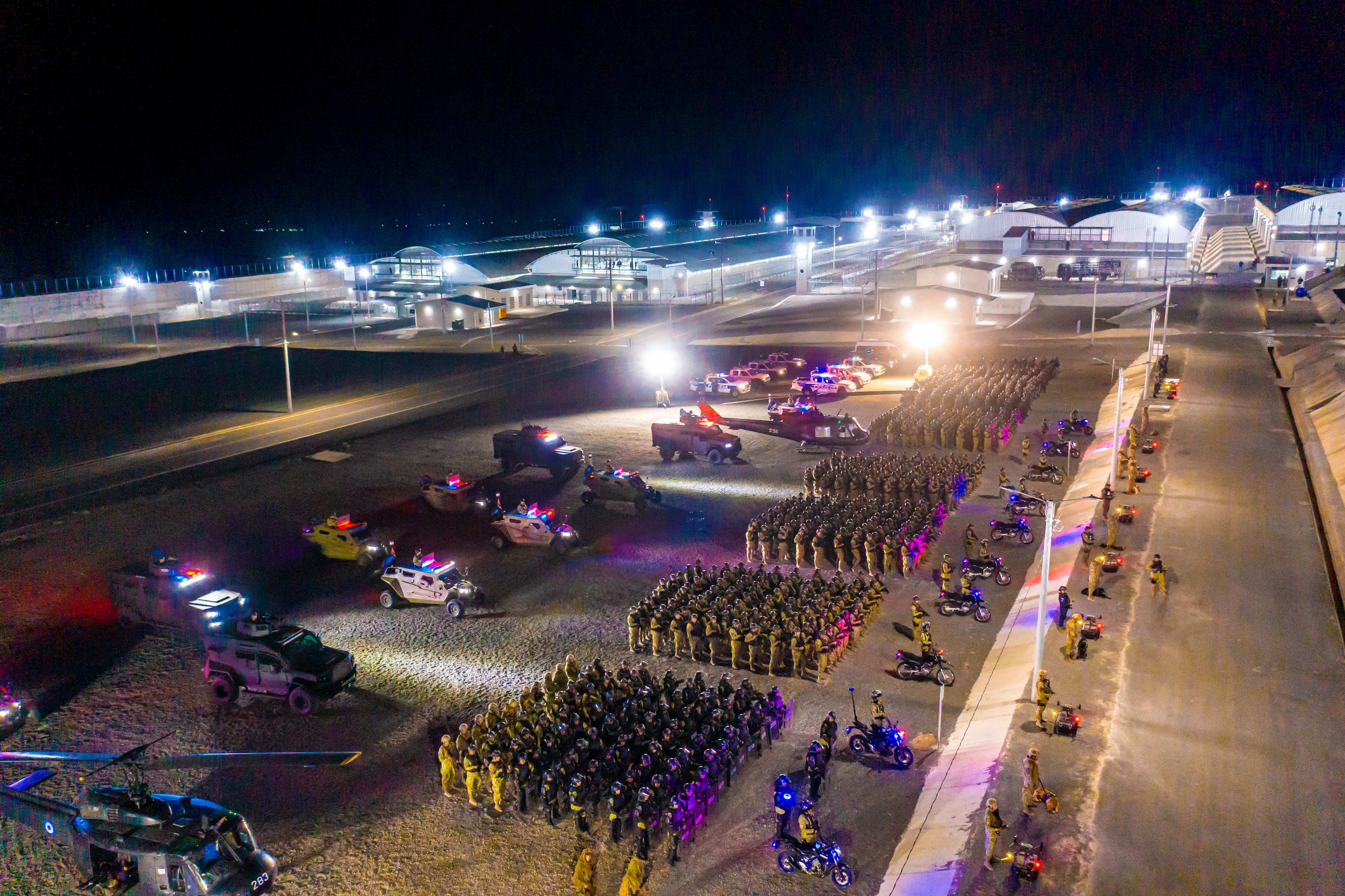
Im CECOT stationierte Sicherheitskräfte

Laut Aussagen des Gefängnisdirektors Osiris Luna wird das 166 ha große Gefängnisareal von 600 Wärtern und 250 Polizisten gesichert. Die Wärter leben in separaten Gebäuden mit verschiedenen Freizeiteinrichtungen wie Fitnessstudios. In der Einrichtung werden unter anderem auch Körperscanner eingesetzt, um versteckte Waffen bei Insassen entdecken zu können. Außerdem verfügt das Gefängnis über eine umfangreiche Kameraüberwachung. Die Anlage verfügt über 64 Werkstätten sowie ein Magazin für Waffen und Sicherheitsausrüstungen.

## Lage
Das Gefängnis befindet sich in der Nähe von Tecoluca, 70 Kilometer südöstlich der Hauptstadt San Salvador.

## Kritik
Kritisiert werden die restriktiven Haftbedingungen und hygienischen Bedingungen: Jede Zelle ist nur ca. 100 Quadratmeter groß und könne laut Regierungsangaben bis zu 100 Gefangene aufnehmen, wobei jede Zelle über nur zwei Waschbecken und zwei Toiletten verfüge. Auch Menschenrechtsorganisationen wie Human Rights Watch und Amnesty International übten Kritik am Vorgehen der salvadorianischen Regierung. So sei auch der Zugang zu Rechtsbeiständen im Zuge der Maßnahmen eingeschränkt worden, es sei zu Verhaftungen von Kindern und Folterungen gekommen.
Die Generaldirektorin von Amnesty International, Guevara Rosas, geht davon aus, dass die stark gesunkene Kriminalitäts- und Mordrate im Land nicht lange anhalten würde. „Es gäbe keine einfachen Antworten auf ernsthafte systemische Probleme.“
Der von der Trump-Regierung nach eigenen Angaben zu Unrecht nach CECOT deportierte und unbestrafte Kilmar Abrego Garcia berichtete von Folterungen im Gefängnis.